# Lilla Loppskär

Lilla Loppskär eller Lilla Lappskär är en ö i Söderhamns kommun (Söderhamns stad), strax norr om Vattharet och söder om Stora Loppskär. Ön har en yta av 3,7 hektar.
Ön ägs av Söderhamns kommun, som låtit avstycka åtta tomter för fritidshus på ön. Sedan 1991 är en av husen helårsboende. Ön är tätbebyggd men rymmer ändå en del skog. Stranden är mestadels stenig.